# 鴻池十郎
鴻池 十郎（こうのいけ じゅうろう、1920年 <大正9年> 6月26日 - 2004年 <平成16年> 2月22日）は、日本の経営者。鴻池運輸社長を務めた。

## 来歴・人物
大阪府大阪市出身。1943年に日本大学商経済学部を卒業し、同年に鴻池組に入社。1970年11月に鴻池運輸社長に就任し、1989年12月には会長に就任。
1984年11月に藍綬褒章を受章し、1997年4月に勲四等瑞宝章を受章。
2004年2月22日に肺炎のために死去。83歳没。